# Estret de Fram
L'Estret de Fram és el passatge entre Groenlàndia i Svalbard, localitzat més o menys entre les latituds 77°N i 81°N i centrat en el meridià zero. Els mars de Groenlàndia i de Noruega queden al sud de l'Estret de Fram, mentre la Conca de Basin de l'Oceà Àrtic resta al nord. L'estret de Fram és notori per ser l'única connexió profunda entre l'Oceà Àrtic i els grans oceans mundials. Les característiques oceanogràfiques dominants de la regió són el Corrent de l'oest d'Spitsbergen en el costat de l'est de l'estret i el Corrent de Groenlàndia De l'est en l'oest de l'estret.

## Descripció
L'Estret de Fram Strait és l'àrea més septentrional dels oceans lliure de gel al llarg de l'any. L'amplada de l'estret és aproximadament 450 km, però a causa de les plataformes continentals amples de Groenlàndia i Spitsbergen, la porció profunda de l'Estret de Fram és només de vora 300 km d'ample. L'oceà sobre la plataforma continental de Groenlàndia és sovint cobert amb gel.
Dins de l'estret de Fram, la fosa que connecta l'Àrtic i Fram Strait és 2545 m profunda. La Cresta Knipovich, la secció més al nord de la Dorsal mesoatlàntica, s'estén a tramuntana a través de l'estret per connectar al Dorsal Nansen-Gakkel de l'Oceà Àrtic. Un Solc de descompressió, causat per expansió del fons oceànic, corre adjacent i paral·lel al la Dorsal Knipovich. La Profunditat Molloy dins de l'Estret Fram és el punt més profund de l'Àrtic. Aquesta petita cubeta és a 79°8.5′N i 2°47′E té una profunditat màxima de 5607 m (Vegeu també: Profunditat de Litke). La Plana Yermak, amb una profunditat mitjana d'aproximadament 650 m, és al nord-oest al nord-oest d'Spitsbergen.
Històricament, l'estret Fram albergava una població gran de balenes de Groenlàndia (Balaena mysticetus). A mitjans de segle xvii, la població de balenes d'aquesta espècie en Svalbard va ser reduïda a la quasi-extinció per excessiva captura. La part occidental de l'Estret de Fram pot ser un sector d'hivernació per aquesta població en perill crític.

## Ús de nom
L'ús del nom "Estret de Fram" per la passera entre Spitsbergen i Groenlàndia apareix en l'ús comú en la literatura oceanogràfica en els anys 1970. L'Estret Fram és anomenat en referència al vaixell noruec Fram. En una expedició dirigida en 1893 per Fridtjof Nansen, el Fram va anar a la deriva durant dos anys a través de l'Àrtic abans de poder sortir d'aquest oceà a través del que més tard s'anomenaria Estret de Fram. Segons la glaciòloga i geògrafa Moira Dunbar, una adoptant primerenca del nom, "Estret de Fram" s'originà en la literatura científica russa. Mentre en l'ús comú, particularment en la literatura científica oceanogràfica, el nom apareix com oficiós.

## Oceanografia
L'Estret Fram és l'única connexiód'aigua profunda entre els Oceans Mundials i l'Àrtic. Altres portes són l'Obertura del Mar de Barents (BSO), l'Estret de Bering i diversos canals petits en l'Arxipèlag Àrtic canadenc. Són tots més superficials que l'Estret de Fram, deixant-lo com única per la qual l'aigua profunda pot ser intercanviada entre els Oceans Atlàntic i Àrtic. Aquest canvi ocorre en ambdues direccions, amb masses d'aigua específiques identificades amb les regions específiques que flueixen entre els dos Oceans. Aigua amb característiques de les profundes conques Canadenca i Eurasiàtica de l'Àrtic és observada deixant l'Àrtic en el costat occidental profund de l'Estret Fram, per exemple. En el costat oriental, l'aigua freda de la Mar noruega s'observa que entra a l'Àrtic per sota del Corrent de l'Oest d'Spitsbergen. En aquests darrers anys la naturalesa i les interaccions d'aquestes masses d'aigua han estat canviant com a símptomes dels canvis que ocorren amb el clima dels oceans.

### Sistemes actuals

Corrents principals en l'Estret Fram. El Corrent de l'oest d'Spitsbergen (vermell) transporta aigua tèbia i salina cap al nord. El Corrent de Groenlàndia De l'est (blau) flueix cap al migdia i transporta aigua fresca (ambdós estats, fluid i sòlid) fora de l'Oceà Àrtic.

Aigua tèbia, salada és transportada cap al nord des de l'Atlàntic mitjançant el Corrent de l'oest d'Spitsbergen (WSC, acrònim anglès) en l'est de l'estret. El WSC és la branca més septentrional del sistema de Corrent de l'Atlàntic Nord. Aquesta aigua forma una massa d'aigua anomenada "Aigua atlàntica". El flux sub-superficial té una estacionalitat forta amb un transport de volum mínim durant l'hivern. Aquest corrent transporta energia interna a l'Oceà Àrtic. La velocitat cap al nord és màxima durant l'hivern, així que el transport de calor és més alt en hivern.
En la banda oest de l'estret, el Corrent de Groenlàndia Oriental flueix cap al sud sobre la plataforma de Groenlàndia. El corrent porta aigua relativament freda i dolça fora de l'Àrtic que correspon a una massa d'aigua anomenada "aigua Polar".
L'àrea de l'Estret de Fram està localitzada a sotacorrent de la Deriva Transpolar i, per tant, coberta per gel de diversos anys en l'oest de l'estret, a prop de la costa de Groenlàndia. Aproximadament el 90% de banquisa exportada de l'Àrtic és transportada pel Corrent de Groenlàndia Oriental. La banquisa essencialment correspon a aigua dolça, el contingut de sal de la qual de 4 per mil és molt menor que el 35 per mil de l'aigua de mar.

### Observacions de llarga durada
L'Institut Alfred Wegener de Recerca Polar i Marina (AWI) i l'Institut Polar Noruec (NPI) han mantingut monitoratges de llarga durada de mesures en l'Estret de Fram per obtenir els continguts de volum- i energia- a través d'aquest punt estratègic. Les observacions també serveixen per avaluar el desenvolupament de l'Oceà Àrtic com a eixidiu pel carboni orgànic terrestre. La xarxa d'observació dels instituts NPI/AWI consisteix un conjunt de fins a 16 boies ancorades transversalment a l'Estret de Fram. La col·lecció d'aparells ha estat mantinguda de llavors ençà 1997 amb un espaiat de més o menys 25 km. A cinc profunditats diferents, l'estol de boies mesura la velocitat, temperatura, i salinitat de la columna d'aigua.

## Importància per al clima
Les simulacions d'ordinador suggereixen que del 60 al 70% de la fluctuació de la banquisa que flueix a través de l'Estret de Fram és correlacionat amb una fluctuació de 6–7 anys en la qual el Sistema Islandès de Baixes Pressions s'estén cap a l'est al Mar Barents. La quantitat de banquisa a través del Fram varia any rere any i afecta el clima global per mor de la seva influència en lacirculació termohalina. L'escalfament en la regió de l'Estret de Fram probablement ha amplificat l'encongiment Àrtic, i serveix com a mecanisme de retroalimentació positiva per transportar més energia interna a l'Oceà Àrtic.
En el segle anterior, la temperatura de superfície del mar a l'Estret de Fram ha tingut un escalfament mitjà de 1,9 °C, i és 1,4 °C més tebi que durant el Període Tebi Medieval.